# Domaine d'Izumi

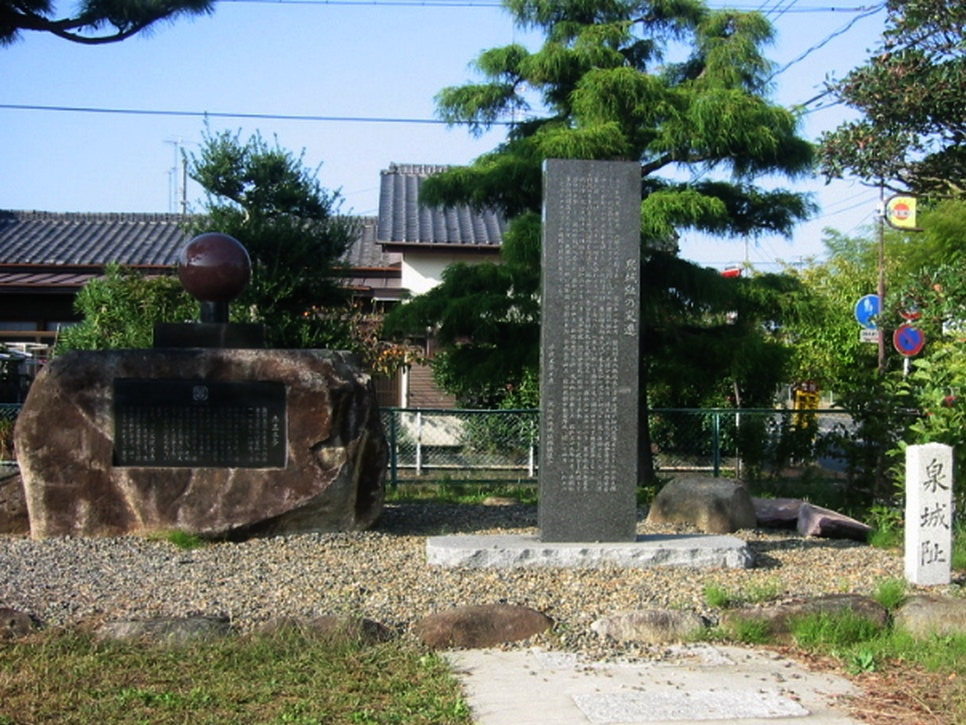
Monument à Iwaki, Fukushima marquant l'emplacement d'Izumi jin'ya

Le domaine d'Izumi (泉藩, Izumi-han) est un domaine japonais de l'époque d'Edo, situé au sud de la province de Mutsu. Il est dirigé par une branche du clan Honda à la fin de son existence.

## Source de la traduction
- (en) Cet article est partiellement ou en totalité issu de l’article de Wikipédia en anglais intitulé « Izumi Domain » (voir la liste des auteurs).